# Sinecisme
El terme sinecisme (grec antic: συνοικισμóς, sinekismós) fa referència, en el cas grec, al procés històric d'unió de dos o més nuclis de població, tant des del punt de vista físic com jurídic. El sinecisme podia contribuir a enfortir una polis ja existent o bé a crear-ne una de nova. Els motius que donaven lloc a un sinecisme podien ser: la dominació d'un terreny per part d'una ciutat més poderosa (cas de l'Àtica per part d'Atenes), l'enfortiment de la situació econòmica i financera d'una ciutat, les necessitats urbanístiques o les necessitats militars (cas de Beòcia per part de Tebes).